# 1510 w polityce

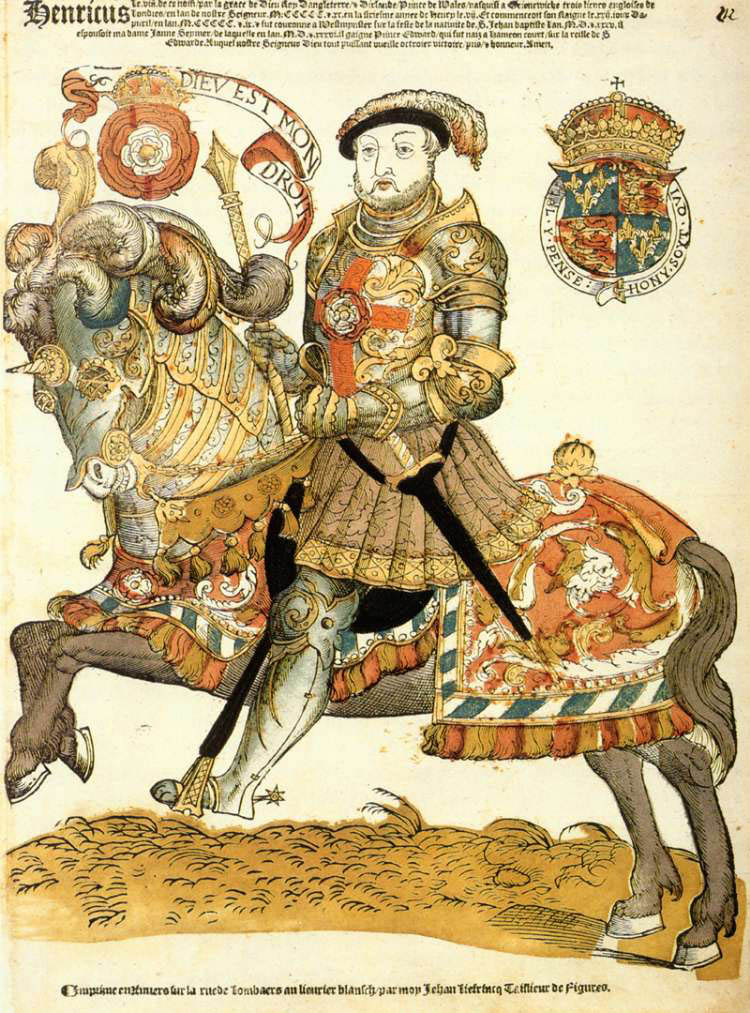
Hans Liefrinck, Król Henryk VIII w zbroi

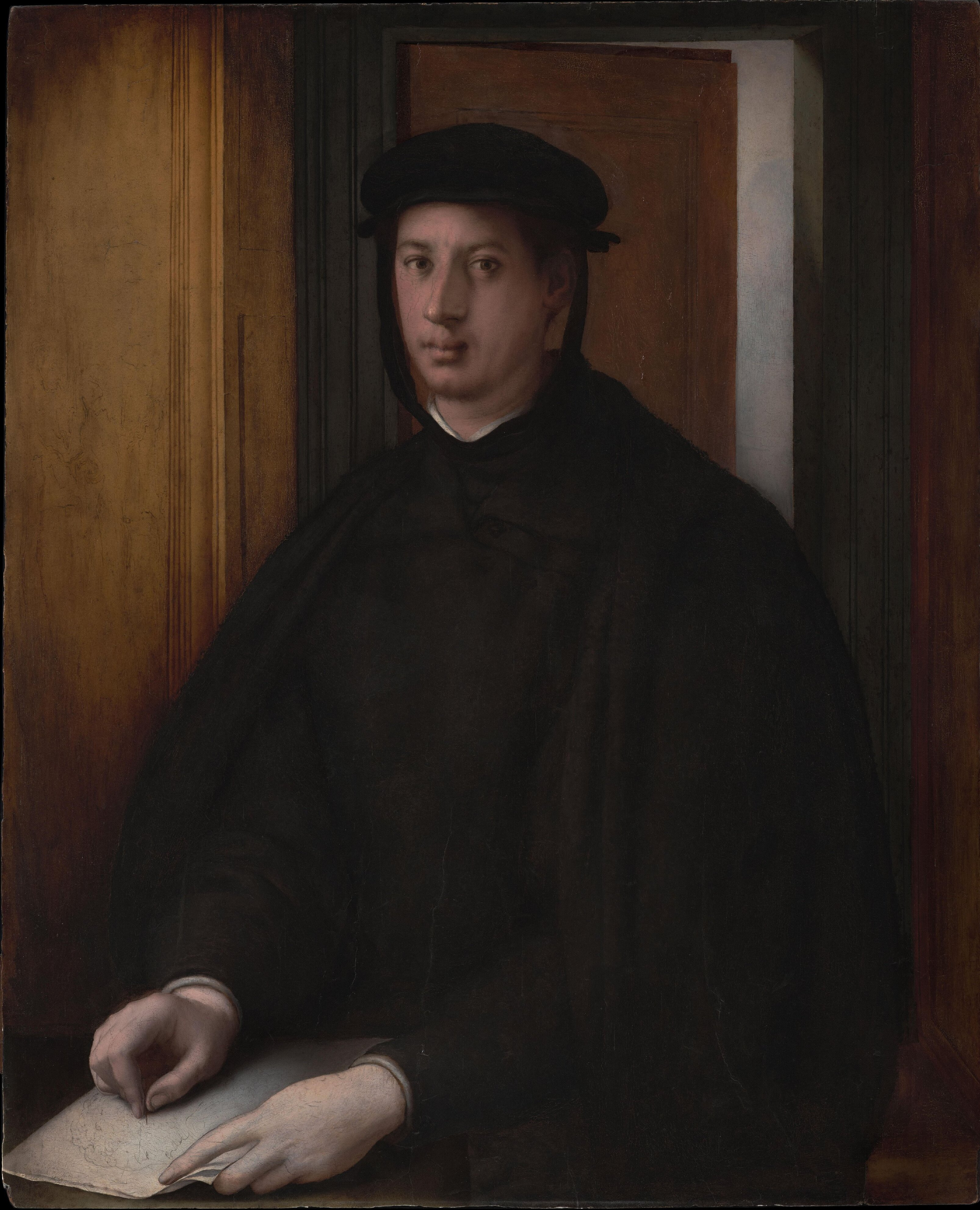
Jacopo Pontormo, Portret Aleksandra Medyceusza

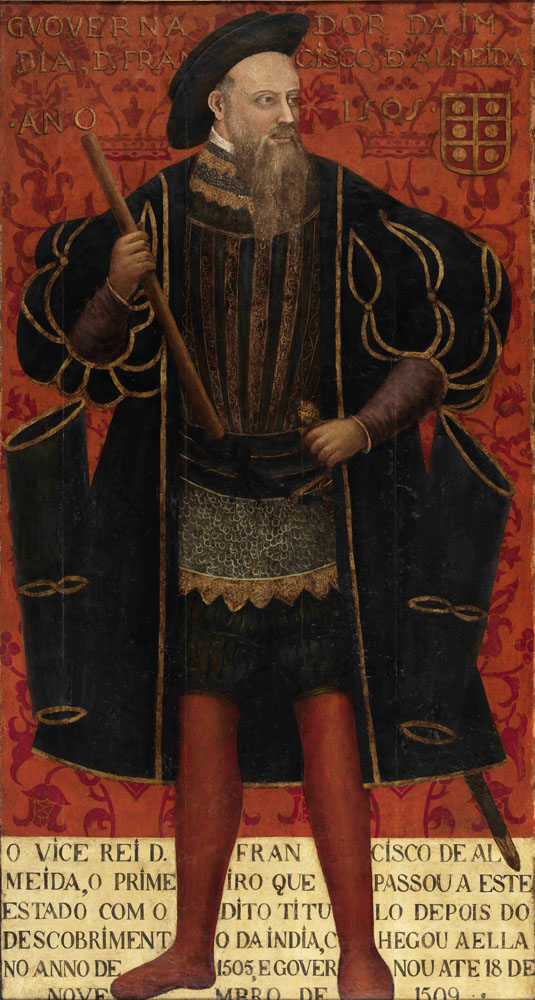
Francisco de Almeida

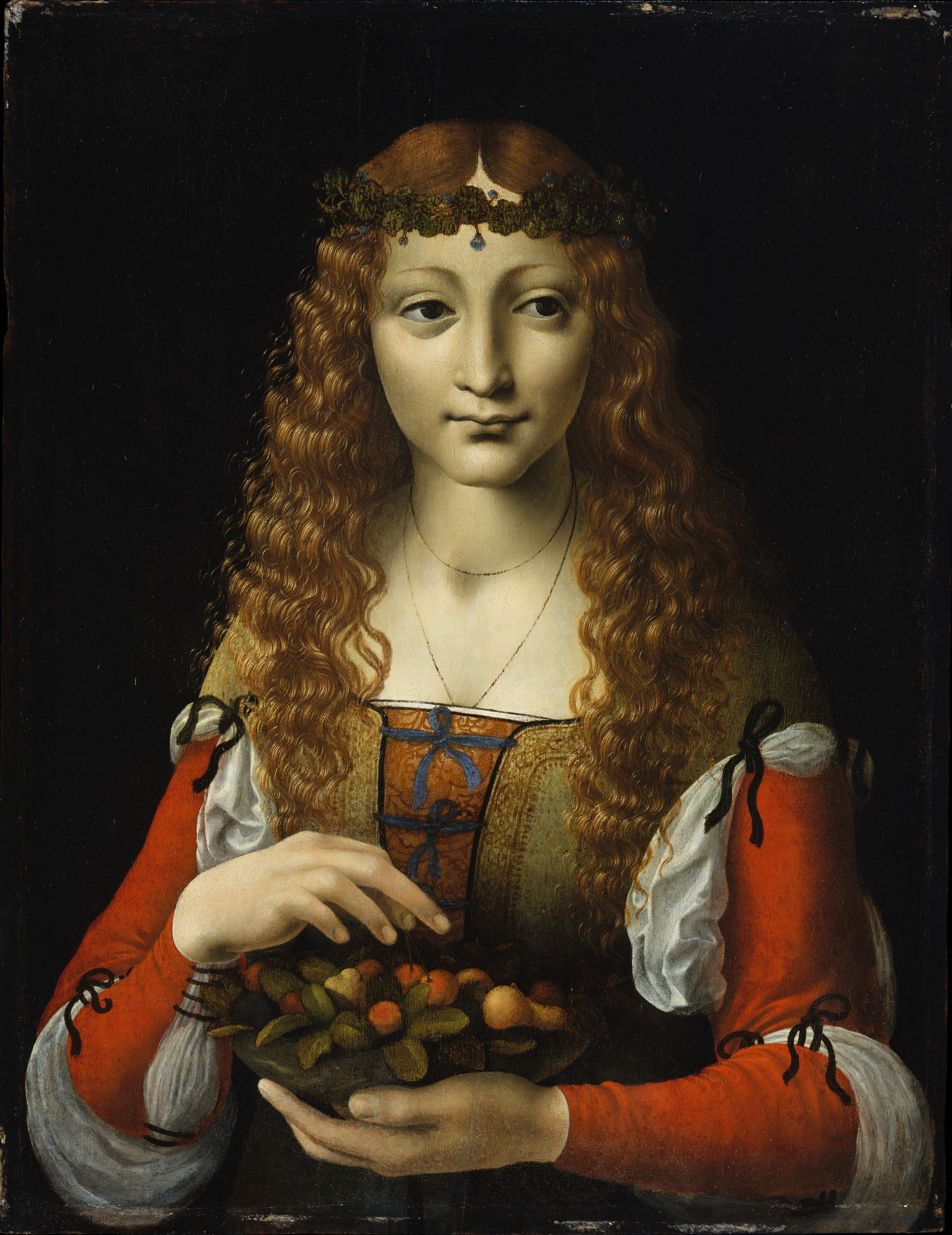
Ambrogio de Predis, Portret Bianki Marii Sforzy, 1487

Wydarzenia polityczne w 1510 roku.

## Wydarzenia
- 12 stycznia młody angielski król Henryk VIII Tudor incognito bierze udział w turnieju rycerskim w Richmond[1][2].
- 27 lutego portugalski żeglarz i odkrywca Afonso de Albuquerque zdobywa region Goa[3].
- Tomasz More zostaje zastępcą szeryfa Londynu[4].

## Urodzili się
- Aleksander Medyceusz, książę Florencji[5].
- Francisco Vásquez de Coronado, hiszpański konkwistador[6].
- Hisahide Matsunaga, japoński dowódca wojskowy[7][8].
- Eliasz Ostrogski, syn Konstantego Iwanowicza Ostrogskiego[9].
- Jerzy Jazłowiecki, hetman i wojewoda podolski[10].
- Simão Rodrigues, ksiądz portugalski, jeden z założyciel zakonu jezuitów[11].

## Zmarli
- 1 lutego Zdenka (Sydonia) z Podiebradów, córka króla Jerzego z Podiebradów i Kunegundy ze Šternberka (ur. 1449)[12].
- 1 marca Francisco de Almeida, portugalski odkrywca[13].
- 13 grudnia/14 grudnia Fryderyk Wettyn, wielki mistrz zakonu krzyżackiego[14].
- 31 grudnia Bianca Maria Sforza, cesarzowa rzymska[15].